# 조너선 리치먼
조너선 마이클 리치먼(Jonathan Michael Richman, 1951년 5월 16일 ~ )은 미국의 가수이다.